# Noam
Noam is een Hebreeuwse naam, met als betekenis vreugde of genoegen. De naam wordt zowel gebruikt voor jongens als voor meisjes.
Bekende naamdragers:
- Noam Chomsky, Amerikaans taalkundige
- Noam Debaisieux, Belgisch voetballer
- Noam Hasson, Israëlisch basketballer
- Noam Okun, Israëlisch voormalig tennisser
- Noam Pikelny, Amerikaans jazzzanger en banjospeler
- Noam Vazana, Israëlisch zangeres, musicus en songwriter